# كيخسرو الأول
كيخسرو الأول وهو غياث الدين كيخسرو بن قلج أرسلان الثاني، وترتيبه الحادي عشر بين أخوته. وكان سلطان السلاجقة في الفترة ما بين 1192-1196 و الفترة 1205-1211 لإنه كان عليه أن يخوض حروباً مع إخوته. تزوج من ابنة مانويل ماورومزوميس وهو ابن ثيودلا ماورومزوميس وامه ابنه غير شرعية للإمبراطور مانويل كومنينوس. وقد حارب تحت اسم كيخسرو الأول في الفترة 1205 و1206.
نجح كيخسرو في سنة 1207 من فتح أنطاليا من يد حامية صليبية لتحصل السلطنة على منفذ على البحر الأبيض المتوسط، لكن قُتل خلال معركة أنطاكية على مينيدر مع إمبراطورية نيقية.

## سيرته
بعد وفاة السُلطان سُليمان بن قلج أرسلان، عيَّن أُمراؤه ابنه عزّ الدين قلج أرسلان سُلطانًا على سلاجقة الروم وهو لم يبلُغ الحُلُم بعد، وساعدوه في إدارة البلاد، وفتحوا مدينة إسپرطة، وهي إحدى القلاع المُهمَّة في الجنوب الغربي من الأناضول، وبايع الإمبراطور البيزنطي تُيُودور لاسكاريس -الحاكم من نيقية المُجاورة- (4) وأُمراء الأرمن والمُسلمين على الولاء له. لكنَّ الحُكَّام الجُدد لم يهنؤوا طويلًا بِحلاوة السُلطة، إذ لم يلبث أن نشب نزاعٌ داخليّ بين الأُمراء المُؤيدين لِلسُلطان الفتيّ، وأولئك المُؤيِّدين لِعمِّه كيخسرو، فأثار هؤلاء التُركُمان في المناطق الحُدُوديَّة على السُلطة المركزيَّة في قونية، ونادوا بِكيخسرو سُلطانًا على البلاد، وأرسلوا حاجبًا إلى بلاد البيزنطيين لِاستدعائه. راودت كيخسرو الرغبة في استعادة مُلكه المفقود، فاستجاب لِنداء أعوانه، وخرج قاصدًا قونية، فأنزل ابن أخيه عن العرش وجلس مكانه، ليبدأ بِذلك سلطنته الأُخرى. وكان أوَّل ما فعله كيخسرو أن عالج جميع المُشكلات العالقة مع جيرانه المُسلمين، ثُمَّ تفرَّغ لِحلِّ مُشكلةٍ أُخرى ذات أبعادٍ تجاريَّة. فمن المعروف أنَّ الأمن كان قد استتبَّ في كافَّة أنحاء الأناضول مُنذُ عهد السُلطان قلج أرسلان بن مسعود، ونشطت في البلاد الحركة التجاريَّة، لكن استيلاء الصليبيين على القُسطنطينيَّة، هدَّد الأمن على الطرق المُؤدية إلى موانئ بحرَيِ البنطس (الأسود) والمُتوسِّط، كما أنَّ ظُهُور إمبراطوريَّة نيقية أعاق التقدُّم السَلْجُوقي إلى ساحل بحر إيجة، وأغلق الطُرُق المُؤدية إلى موانئ بحر البنطس مثل صامصون وسينوپ، بِوجه التجارة السَلْجُوقيَّة. تمكَّن السُلطان من التفاهم مع الروم -بعد أن ضغط عسكريًّا على طرابزون- ففتحوا لهُ الطُرق والمعابر إلى موانئ بحر البنطس، فبقي أمامه تأمين منفذٍ على البحر المُتوسِّط، ورأى أن يفتتح ثغر أنطالية الذي يُسيطر عليه الصليبيون في سبيل تحقيق هذه الغاية. واستغلَّ كيخسرو فُرصة تعرُّض بعض التُجَّار المُسلمين لِلمُضايقة من جانب الصليبيين، فنهض بِجُنده وعتاده لِفتح هذه المدينة، في سنة 603هـ المُوافقة لِسنة 1206م، ولمَّا وصل إلى أنطالية، ضرب عليها حصارًا مُركَّزًا وقصفها بِالمجانيق، وتمكَّن من فتحها خِلال مُدَّةٍ قصيرة. وبِفتح أنطالية، فصل السلاجقة البيزنطيين عن قيليقية، كما أمَّن كيخسرو الطُرُق التجاريَّة. وبِفضل تشريعاته في هذا المضمار، اعترف العالم الغربي به كحاكمٍ لِأكبر دولةٍ تجاريَّةٍ آنذاك، وعقدت معه الدُويلات البحريَّة الإيطاليَّة المُعاهدات، ودفعوا له الأتاوات مُقابل مُرُورهم بِأراضيه خِلال رحلاتهم التجاريَّة، وكانت جُمهُوريَّة البُندُقيَّة السبَّاقة في هذا المجال.

## مقتله
قُتل السُلطان كيخسرو في معركةٍ مع البيزنطيين سنة 608هـ المُوافقة لِسنة 1211م، واجتمع كبار أُمراء السلطنة بعد مقتله واختاروا ابنه الأكبر عز الدين كيكاوس سُلطانًا على سلاجقة الروم.

## أُنظر أيضاً
- جوهر نسيبة